# Liste der Monuments historiques in Lesménils
Die Liste der Monuments historiques in Lesménils führt die Monuments historiques in der französischen Gemeinde Lesménils auf.

## Liste der Immobilien
| Bezeichnung | Beschreibung              | Standort                    | Kennzeichnung | Schutzstatus | Datum | Bild |
| ----------- | ------------------------- | --------------------------- | ------------- | ------------ | ----- | ---- |
| Nekropole   | bronzezeitliche Grabhügel | südöstlich des Ortes (Lage) | PA00106060    | Classé       | 1986  |      |